# Isoperla suzukii
Isoperla suzukii is een steenvlieg uit de familie Perlodidae. De wetenschappelijke naam van de soort is voor het eerst geldig gepubliceerd in 1912 door Okamoto.